# Mauricio Aguiar
Mauricio Aguiar Barcelona (Montevideo, 3 febbraio 1983) è un ex cestista uruguaiano con cittadinanza italiana.

## Carriera
Dopo aver iniziato la propria carriera in patria, approda per la prima volta in Italia nel 2003 firmando un contratto con la Pallacanestro Biella disputando due stagioni in serie A. Terminata quest'esperienza scende in Legadue, vestendo le casacche di Sassari, Novara e Livorno. A seguito del fallimento del club toscano Aguiar ritorna in Uruguay salvo poi essere firmato dalla Vanoli Soresina con cui conquista la promozione nella massima serie italiana. Viene confermato anche per l'annata successiva, con il club che nel frattempo ha spostato la propria sede a Cremona.